# 아르솔리
아르솔리(이탈리아어: Arsoli)는 이탈리아 라치오주 로마현에 위치한 코무네다.
주에서 가장 오래된 축제 중 하나인 성 바들로메의 날 축제가 열린다.

## 자매 도시
- 보스니아 헤르체고비나 블라가이
- 보스니아 헤르체고비나 모스타르[1]